# Monticello (Missisipi)
Monticello – miasto w Stanach Zjednoczonych, w stanie Missisipi, w hrabstwie Lawrence.